# Krasnyj Klucz (Tatarstan)
Krasnyj Klucz (ros. Красный Ключ) – osiedle w Rosji, w Tatarstanie, w rejonie niżniekamskim. W 2010 liczyło 2815 mieszkańców.

## Transport
Do miejscowości docierają tramwajowe linie 2 i 8 z Niżniekamska.